# Pseudhepomidion assamense
Pseudhepomidion assamense – gatunek chrząszcza z rodziny kózkowatych i podrodziny zgrzypikowych. Jedyny przedstawiciel rodzaju Pseudhepomidion.

## Zasięg występowania
Gatunek ten występuje w Indiach.